# Bank Polska Kasa Opieki
Bank Polska Kasa Opieki – Spółka Akcyjna (Bank Pekao, Pekao, Pekao SA, dawniej PeKaO) – polski bank uniwersalny założony 17 marca 1929 jako państwowy bank komercyjny w formie spółki akcyjnej. Od 1998 po raz kolejny notowany na Giełdzie Papierów Wartościowych w Warszawie. W latach 1999–2017 kontrolowany przez UniCredit. 7 czerwca 2017 roku zarząd nad Bankiem przejęły spółki Powszechny Zakład Ubezpieczeń i Polski Fundusz Rozwoju, których kontrolne pakiety akcji posiada Skarb Państwa. Od 2 października 2023 roku siedziba Centrali Banku mieści się przy ulicy Żubra 1 w Warszawie.

## Historia

### Okres międzywojenny
W 1929 roku ówczesny Prezes Pocztowej Kasy Oszczędności, Henryk Gruber zwrócił uwagę na fakt, że istnieje zapotrzebowanie na bank, który będzie w stanie świadczyć usługi finansowe dla ośmiu milionów Polaków żyjących poza granicami kraju. Wychodząc z tych założeń 17 marca 1929 roku Ministerstwo Skarbu powołało Bank Polska Kasa Opieki Spółka Akcyjna. 29 października tego samego roku Sąd Okręgowy w Warszawie dokonał wpisu Banku Polska Kasa Opieki SA do rejestru handlowego. Akcjonariuszami spółki zostały: Pocztowa Kasa Oszczędności, Bank Gospodarstwa Krajowego i Państwowy Bank Rolny.

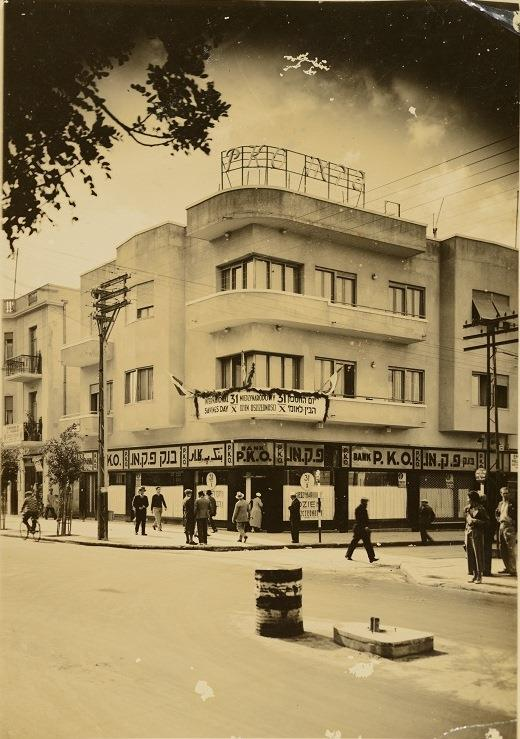
Placówka banku w Tel Awiwie (1935)

Pierwsze placówki zostały otwarte we Francji, Argentynie, USA i w Tel Awiwie (Brytyjski Mandat Palestyny), a w roku 1939 Pekao miało już przedstawicielstwa w stolicach większości państw, w których osiedlała się polska emigracja.

### PRL

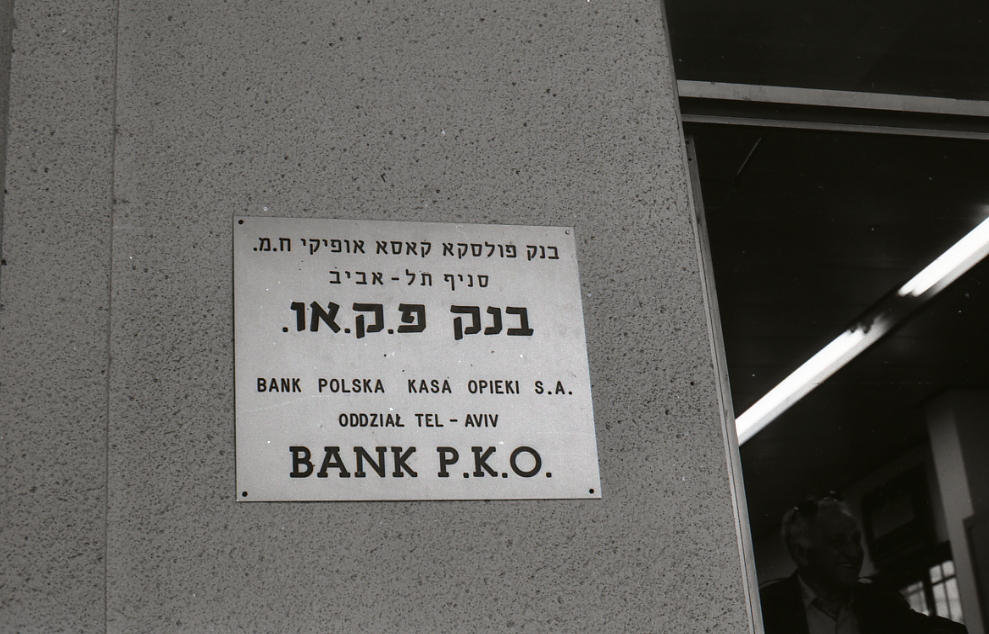
Oznaczenie siedziby oddziału banku w Tel Awiwie (1969)

Po roku 1945 bank zajął się obsługą międzynarodowych operacji finansowych prowadzonych przez władze Polskiej Rzeczypospolitej Ludowej. Z jego pomocą Polacy na emigracji mogli wspierać swoje rodziny za żelazną kurtyną. W drugiej połowie lat 50. funkcję Dyrektora Banku Pekao S.A. objął Zbigniew Masłowski, w wyniku jego działań w roku 1968, Minister Finansów zezwolił na zakładanie w Banku Pekao rachunków „dewizowych” dla osób fizycznych pracujących za granicą, m.in. w Stanach Zjednoczonych. Monopol na ich prowadzenie Pekao utracił dopiero w 1989 roku.
W latach 70. rachunki walutowe w Pekao zostały podzielone na trzy kategorie: konta A dla osób wpłacających waluty o udokumentowanym pochodzeniu, konta B dla wpłat o nieudokumentowanym pochodzeniu, i konta C dla cudzoziemców. Środków z kont B nie można było legalnie wywozić za granicę, jednak już w 1976 roku uprawnienia kont A i B zostały zrównane. W 1974 roku w banku zarejestrowano około 91 tys. rachunków „walutowych” na których zdeponowano 52,5 mln dol. W 1979 roku na prawie milionie kont znajdowało się 437,7 mln dolarów zaś pod koniec lat 80. łączna wartość rachunków dewizowych wynosiła 3,3 mld dol.

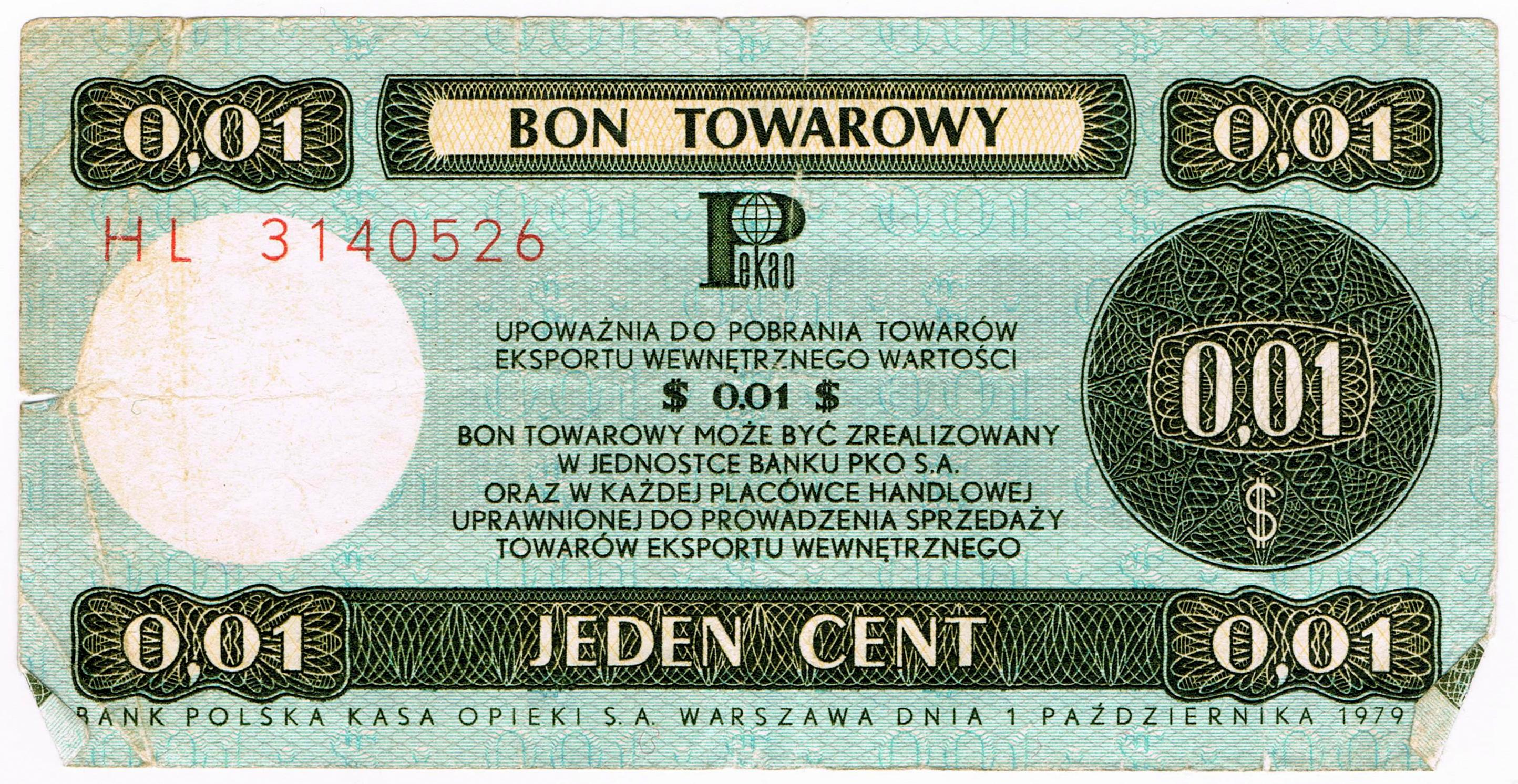
Bon towarowy banku PeKaO o wartości 1 centa amerykańskiego (1979)

Znacznie wcześniej, bo już w 1960 w wyniku działań Prezesa Zbigniewa Masłowskiego, Bank Pekao S.A. rozpoczął emisję własnych „bonów towarowych PeKaO” nominowanych w dolarach amerykańskich. Początkowo za bony te (jak również bezpośrednio za waluty wymienialne wpłacane w krajowych i zagranicznych przedstawicielstwach banku) można było kupować zarówno zagraniczne, jak i deficytowe towary krajowe w sieci sprzedaży dewizowej prowadzonej bezpośrednio przez PeKaO SA. W ofercie banku dla klientów indywidualnych znajdowała się różnorodna gama towarów obejmująca m.in. artykuły spożywcze (na czele z szynką „Krakus” i zachodnią gumą do żucia), alkohole, kosmetyki, tkaniny, sprzęt AGD, rowery, motory, samochody, ciężarówki, ciągniki, maszyny rolnicze, opał, materiały budowlane, urządzenia instalacyjno-sanitarne, a także mieszkania i meble. Ta sieć sprzedaży detalicznej została wraz z utworzeniem w 1972 przedsiębiorstwa „eksportu wewnętrznego” Pewex wyprowadzona ze struktur banku. W drugiej połowie lat 70. równocześnie z rozwojem banku w Polsce, Prezes Zbigniew Masłowski tworzy nieistniejący już dzisiaj oddział Banku Pekao S.A. w Paryżu.

### Po 1989

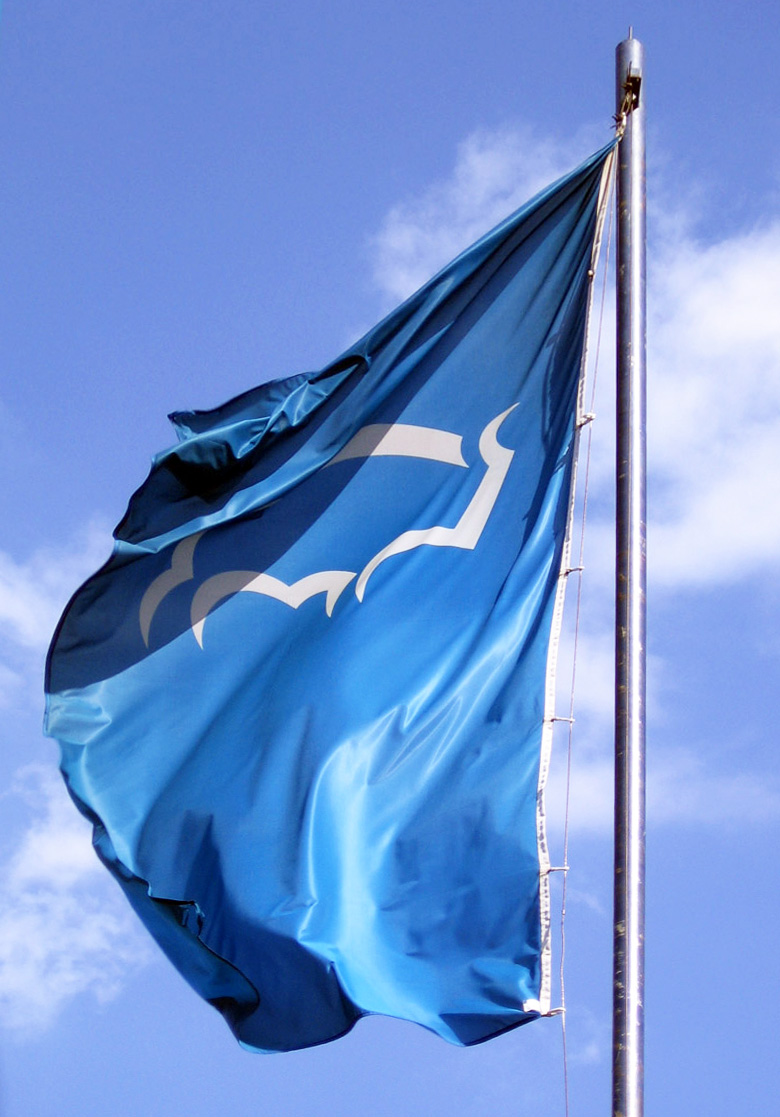
Flaga z logotypem banku używanym w latach 1999–2012 (2007)

Po powrocie do gospodarki rynkowej w 1989 roku, Bank Pekao rozpoczął realizowanie strategii rozwoju banku uniwersalnego z ofertą bankowości detalicznej, korporacyjnej i inwestycyjnej. Był też odpowiedzialny za stworzenie pierwszego w powojennej Polsce biura maklerskiego, które swoją działalność rozpoczęło 1 marca 1991 roku i wprowadzało na giełdę pierwsze prywatyzowane spółki.
W Pekao wydano również pierwszą kartę kredytową w Polsce. Dostawał ją klient, który złożył w skarbcu depozyt 20 000 dolarów w gotówce.

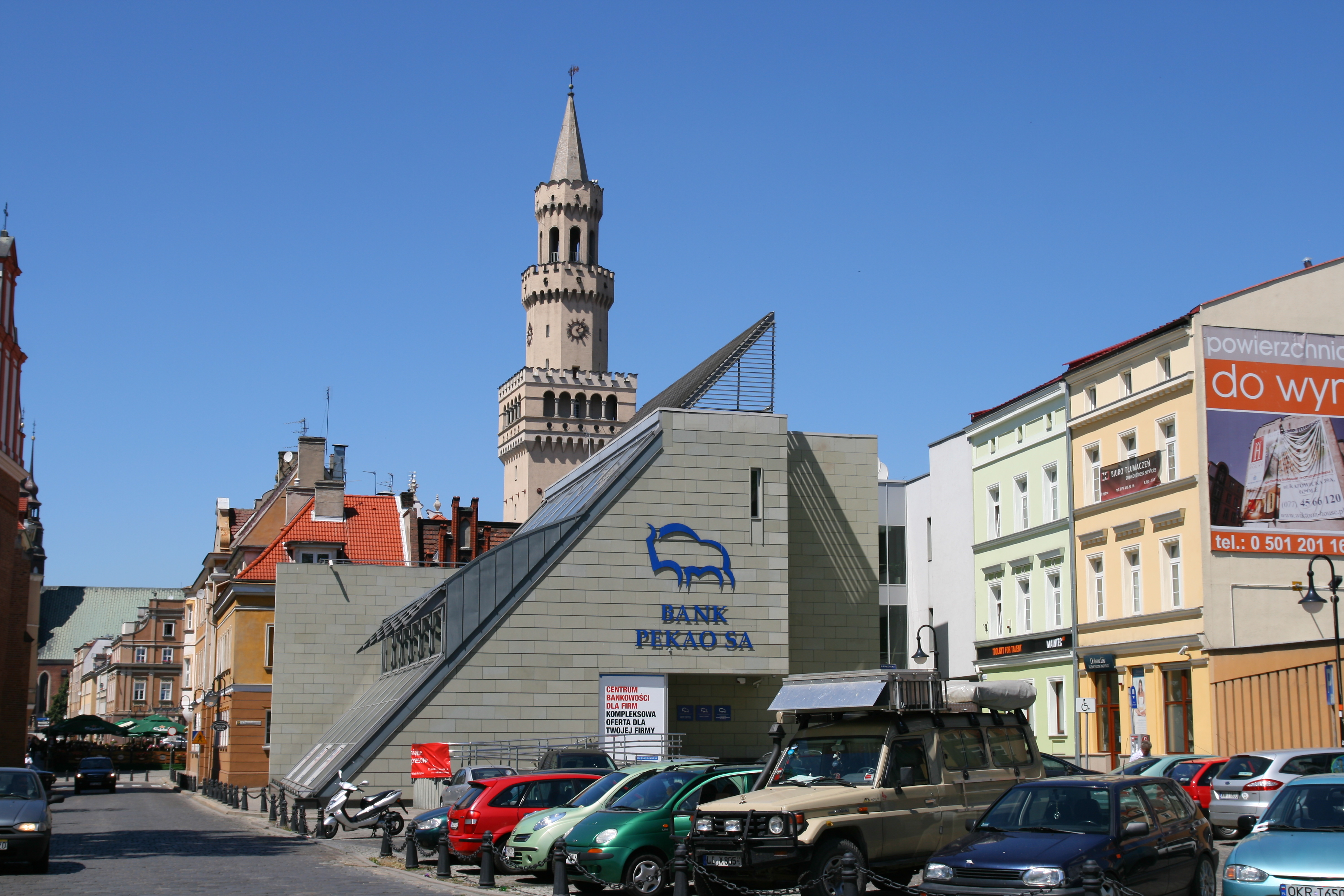
Placówka banku w Opolu (2010)

W lipcu roku 1996 rząd, chcąc zwiększyć wartość banku przed planowaną prywatyzacją, zdecydował o utworzeniu Grupy Pekao SA. Poza bankiem Pekao SA w jej skład weszły: Bank Depozytowo-Kredytowy SA z Lublina, Powszechny Bank Gospodarczy SA z Łodzi oraz Pomorski Bank Kredytowy SA ze Szczecina (należały one do tzw. komercyjnej dziewiątki, czyli banków wydzielonych ze struktur Narodowego Banku Polskiego w lutym 1989). W 1997 nowym, wspólnym logo grupy stał się charakterystyczny żubr. W 1998 banki Grupy Pekao SA rozpoczęły łączenie, zakończone 1 stycznia 1999.
W czerwcu 1998 rozpoczęła się prywatyzacja Pekao SA, kiedy Skarb Państwa sprzedał w ofercie publicznej 15% akcji Banku. Debiut Pekao SA na GPW nastąpił 30 czerwca 1998. W połowie 1998 roku akcjonariuszem Banku został Europejski Bank Odbudowy i Rozwoju, który objął nową emisję akcji wartości 100 mln dol., tj. 5,29% kapitału.

### Pekao w grupie UniCredit

Logotyp Banku Pekao SA w latach 2012–2017

W 1999 Ministerstwo Skarbu Państwa wybrało na inwestora strategicznego włosko-niemieckie konsorcjum UniCredito Italiano S.p.A. i Allianz AG, które 3 sierpnia 1999 objęło pakiet 52,09% akcji banku. Tym samym Pekao SA stał się członkiem międzynarodowej grupy bankowej UniCredito Italiano (UCI). UCI zapłaciło za bank 1 mld dolarów (wówczas 3,93 mld złotych).
W roku 2005 UniCredito połączył się z HypoVereinsbank, posiadającym pakiet kontrolny Banku BPH. W marcu 2006 roku UniCredito wystąpił o prawo głosu z akcji BPH, aby móc dokonać fuzji BPH oraz Pekao. Po kilkumiesięcznym sporze między głównym właścicielem a polskim rządem i ostrzeżeniach Komisji Europejskiej niewyrażającej zgody na zablokowanie fuzji w Polsce, polski rząd 5 kwietnia 2006 parafował, a 19 kwietnia podpisał umowę z UniCredito, w której wyraził zgodę na fuzję pod pewnymi warunkami, m.in. odsprzedaży 200 oddziałów BPH. Do przeprowadzenia podziału Banku BPH i przyłączenia jego wydzielonej większej części do Pekao niezbędna była zmiana w polskim prawie bankowym, co stało się 19 października 2006
3 października 2007 Komisja Nadzoru Bankowego wyraziła zgodę na podział BPH i przyłączenie jego wydzielonej części do Pekao. Tym samym 30 listopada mogło dojść do planowanej fuzji. W jej wyniku wszyscy klienci korporacyjni BPH stali się klientami nowego Banku Pekao SA. Przeniesienie oddziałów z banku BPH do Pekao w 2007 roku wiązało się z koniecznością dokonania istotnych zmian w systemie informatycznym. W tym czasie zmieniona została numeracja rachunków prowadzonych w oddziałach, które weszły do Pekao.
Od 2009 roku centrala banku znajduje się w Lipowy Office Park w Warszawie, gdzie zebrano wszystkie jednostki, dotychczas mieszczące się w różnych lokalizacjach.

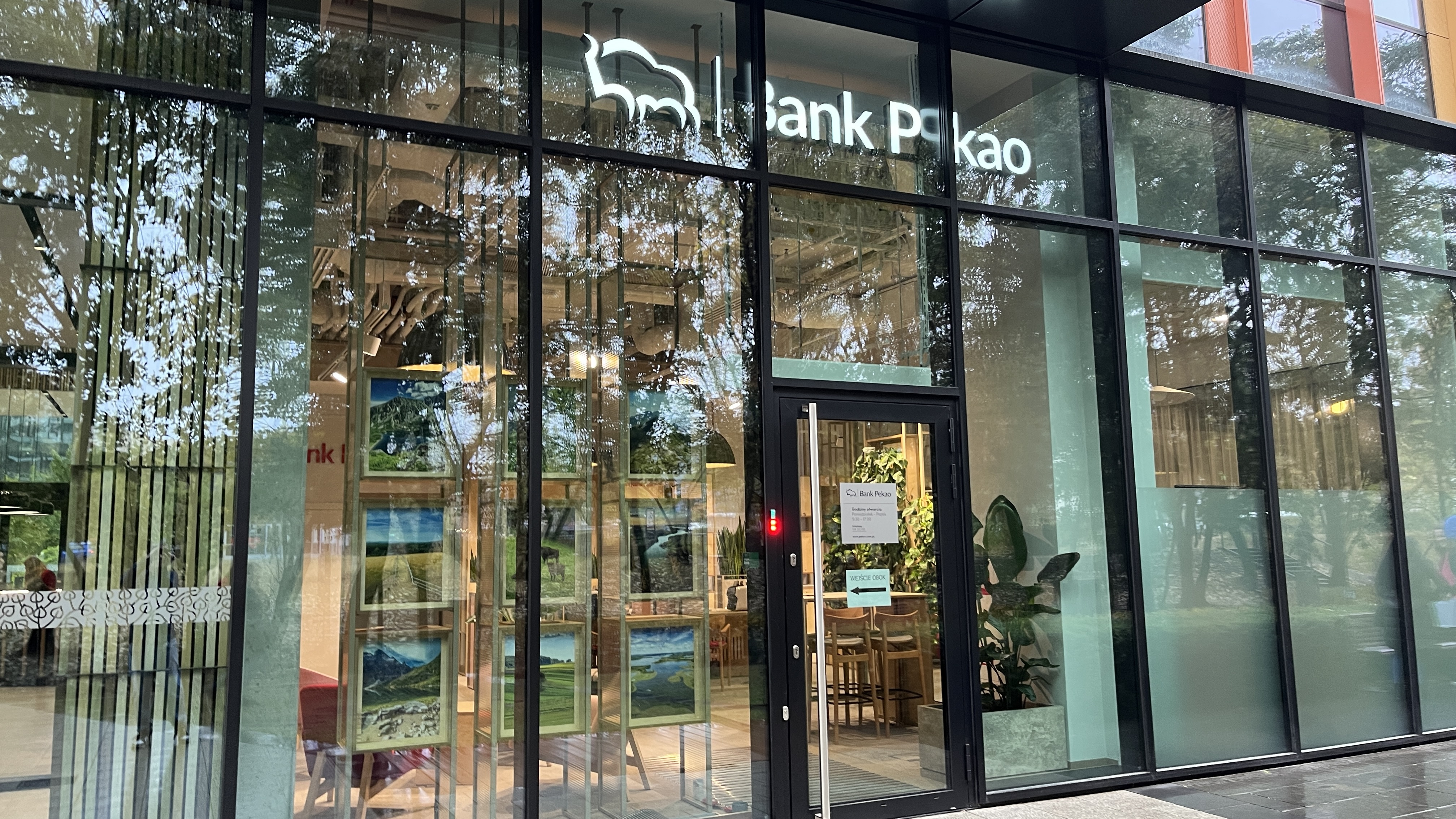
Placówka banku przy ulicy Żubra 1 w Warszawie (2023)

W listopadzie 2009 roku, po ponad 6 latach pracy, Jan Krzysztof Bielecki złożył rezygnację ze stanowiska prezesa zarządu oraz ze wszystkich zajmowanych stanowisk w Grupie UniCredit i jej spółkach zależnych. Zakończył urzędowanie w styczniu 2010. Nowym prezesem zarządu została Alicja Kornasiewicz, którą Rada Nadzorcza banku powołała 13 stycznia 2010 Do czasu uzyskania zgody KNF, Kornasiewicz była członkiem zarządu pełniącym obowiązki prezesa zarządu, a w tym czasie obowiązki prezesa banku pełnił Luigi Lovaglio, dyrektor generalny i I wiceprezes Pekao.
19 lipca 2011 Komisja Nadzoru Finansowego jednogłośnie wyraziła zgodę na powołanie Luigi Lovaglio na funkcję prezesa zarządu banku Pekao.
W czerwcu 2012 ogłoszono rebranding banku. Nowe barwy Pekao to biała „jedynka” na czerwonym tle (logo grupy UniCredit). Pierwsze oddziały z nowym oznakowaniem zostały odsłonięte 8 czerwca wraz z rozpoczęciem UEFA EURO 2012, którego bank był sponsorem.
W roku 2013 Bank Pekao wprowadził system płatności i akceptacji płatności mobilnych PeoPay.
W roku 2014 decyzją Komisji Nadzoru Finansowego Bank Pekao przejął SKOK Kopernik.
W 2014 roku Komisja Nadzoru Finansowego przeprowadziła testy warunków skrajnych oraz przegląd jakości aktywów banków w Polsce. Bank Pekao SA został uznany przez KNF za najlepiej skapitalizowany bank w sektorze.

### Pekao w Grupie PZU
W 2016 roku akcje banku posiadane przez UniCredit zostały wystawione na sprzedaż za kwotę 3,5 mld euro. Pod koniec 2016 ogłoszono, że Powszechny Zakład Ubezpieczeń i Polski Fundusz Rozwoju zakupią 32,8 proc. akcji Banku Pekao za łączną kwotę 10,6 mld złotych. Za ponad 15 lat (lata 2001–2015) UniCredit z tytułu posiadania akcji banku uzyskał 11,7 mld zł z dywidend (dywidenda łączna od 2001 do 2015 wyniosła 22,1 mld zł), zaś dzięki sprzedaży małych pakietów akcji Pekao uzyskał przychód wysokości kilku kolejnych miliardów złotych. 7 czerwca 2017 roku transakcja została sfinalizowana. Nastąpił rebranding i powrót banku do charakterystycznego logo z żubrem.

## Grupa kapitałowa
Grupę Banku Pekao SA współtworzą instytucje finansowe i niefinansowe, współpracujące z bankiem uniwersalnym jako podmiotem dominującym. Oferują one pełny zakres dostępnych w Polsce usług finansowych dla klientów indywidualnych i instytucjonalnych.
W skład Grupy wchodzi Bank Pekao SA jako jednostka dominująca oraz następujące spółki zależne (stan na 13 stycznia 2023):
- Centrum Kart SA (finansowa pomocnicza)
- Pekao Bank Hipoteczny SA (specjalistyczny bank hipoteczny)
- Pekao Direct Sp. z o.o. (call center)
- Pekao Faktoring Sp. z o.o. (finansowa)
- Pekao Financial Services Sp. z o.o. (agent transferowy)
- Pekao Fundusz Kapitałowy Sp. z o.o. w likwidacji
- Pekao Investment Banking SA (działalność maklerska)
- Pekao Leasing Sp. z o.o. (działalność leasingowa)
  - PEUF Sp. z o.o. (usługi pośrednictwa ubezpieczeniowego)
- Pekao Property SA w likwidacji
  - FPB Media Sp. z o.o. w upadłości
- Pekao Investment Management SA (holdingowa)
  - Pekao Towarzystwo Funduszy Inwestycyjnych SA (zarządzanie aktywami)

## Prezesi Pekao
Prezesi banku Pekao S. A. przed 1989:
1. Zbigniew Masłowski do 1979

Prezesi banku Pekao od 1989:
1. Marian Kanton od czerwca 1989 do sierpnia 1996 (zginął w wypadku samochodowym)[16]
2. Andrzej Dorosz od 30 sierpnia 1996 do 4 lutego 1998 (odwołany przez radę nadzorczą)[17][18]
3. Maria Pasło-Wiśniewska od 26 lutego 1998 do 30 września 2003 (rezygnacja ze stanowiska)[19]
4. Jan Krzysztof Bielecki od 1 października 2003 do 10 stycznia 2010 (rezygnacja ze stanowiska)[20]
5. Alicja Kornasiewicz od 11 stycznia 2010 do 30 kwietnia 2011 (rezygnacja ze stanowiska)[21]
6. Luigi Lovaglio od 1 maja 2011[22] do 14 czerwca 2017 (odwołany przez radę nadzorczą)[23]
7. Michał Krupiński od 14 czerwca 2017[24] do 29 listopada 2019 (rezygnacja ze stanowiska)[25]
8. Marek Lusztyn od 29 listopada 2019[26] do 21 kwietnia 2020 (rezygnacja ze stanowiska)
9. Leszek Skiba od 21 kwietnia 2020 do 8 maja 2024 (odwołany przez radę nadzorczą)[27][28]
10. p.o. Robert Sochacki od 9 maja 2024 do 4 października 2024[29][30]
11. Cezary Stypułkowski od 5 października 2024[31]

## Władze banku

### Zarząd
- Cezary Stypułkowski – Prezes Zarządu
- Marcin Gadomski – Wiceprezes Zarządu ds. Zarządzania Ryzykami
- Robert Sochacki – Wiceprezes Zarządu ds. Bankowości Korporacyjnej, Rynków i Bankowości Inwestycyjnej, Bankowości Przedsiębiorstw oraz Biura Maklerskiego
- Błażej Szczecki – Wiceprezes Zarządu ds. Bankowości Detalicznej i Prywatnej
- Dagmara Wojnar – Wiceprezes Zarządu ds. Finansowych
- Marcin Zygmanowski – Wiceprezes Zarządu ds. Technologii i Operacji[32]
- Łukasz Januszewski – Wiceprezes Zarządu (od 1 września 2025)
- Michał Panowicz – Wiceprezes Zarządu (od 1 września 2025)[33]

### Rada Nadzorcza
- Andrzej Klesyk – Przewodniczący Rady Nadzorczej
- Bartosz Grześkowiak – Wiceprzewodniczący Rady Nadzorczej
- Artur Nowak-Far – Wiceprzewodniczący Rady Nadzorczej
- Magdalena Joanna Dziewguć – Sekretarz Rady Nadzorczej
- Krzysztof Czeszejko-Sochacki
- Mariusz Jaszczyk
- Radosław Niedzielski
- Jacek Nieścior
- Witold Walkowiak[34]

## Akcjonariat
Struktura własnościowa:
- PZU SA – 20,00%,
- Polski Fundusz Rozwoju SA – 12,80%,
- Fundusze zarządzane przez Nationale-Nederlanden Powszechne Towarzystwo Emerytalne S.A. – 6,40%,
- Fundusze zarządzane przez Powszechne Towarzystwo Emerytalne Allianz Polska S.A. – 5,91%
- Pozostali akcjonariusze (poniżej 5%) – 54,89%.

## Wyróżnienia i nagrody
- Best Sub-custodian Bank in Poland 2023 według magazynu Global Finance[36]
- Outstanding Leadership in Sustainable Infrastructure Finance 2023 według magazynu Global Finance[37]
- Najlepszy Bank w kategorii Bank Komercyjny w plebiscycie Gazety Bankowej (2023)[38]
- Marka Godna Zaufania w kategorii „Zastrzyk zaufania, czyli bank, który oferuje najlepsze kredyty dla firm” (2023)[39]
- Złoty Bankier w kategoriach „Konto osobiste” i „Konto dla dziecka” (2023)[40]
- Market Leader in Poland 2023 w rankingu Euromoney Best Trade Finance Survey[41]
- The Best Investment Bank in Poland for 2023 według magazynu Global Finance[42].
- The Best Treasury and Cash Managment Provider 2023 według magazynu Global Finance[43]
- The Best Trade Finance Provider in Poland 2023 według magazynu Global Finance[44]
- Lider w kategoriach Najlepsza bankowość internetowa i Najlepsza aplikacja mobilna w rankingu Instytucja Roku (2023)[45]
- Top Employer (2023)[46]
- Tytuł "Bank of The Year in Poland" według miesięcznika The Banker należącego do grupy Financial Times[47]

## Kontrowersje
12 lipca 2008 odkryto, że dane osób starających się o staż w Pekao stały się publicznie widoczne w Internecie. Kontrola GIODO zakończyła się stwierdzeniem naruszenia ustawy o ochronie danych osobowych i wnioskiem „o wszczęcie postępowania dyscyplinarnego wobec osób winnych naruszenia wewnętrznych procedur obowiązujących w Banku, gwarantujących poszanowanie zasad ochrony danych osobowych, w tym polityki bezpieczeństwa.”. 19 maja 2012 poinformowano, że prawomocnym wyrokiem warszawskiego Sądu Apelacyjnego, jedna z ok. 1700 osób, których CV wyciekły z banku, dostała 10 tys. zł odszkodowania.